# Costumi
Costumi is een plaats (frazione) in de Italiaanse gemeente Torricella Sicura.